# Fouke Fur Company
Die Fouke Fur Company war, beginnend etwa nach 1915 bis 1962, das weltbedeutendste Veredlungs- und Handelsunternehmen für die Felle der Pelzrobben, im Handel Sealskin oder Sealfelle genannt. Sämtliche für Amerika anfallenden Sealfelle wurden im Auftrag der Regierung über Fouke gehandelt und veredelt. Die Fouke Fur Company vertrat vierzig Jahre lang nicht nur die Vereinigten Staaten, sondern zumindest zeitweilig auch alle übrigen Sealskin produzierenden Länder, mit Ausnahme der Sowjetunion. Der Firmensitz war anfangs St. Louis im US-Bundesstaat Missouri, seit etwa 1963 Greenville in North Carolina.

## Geschichte des Sealfells

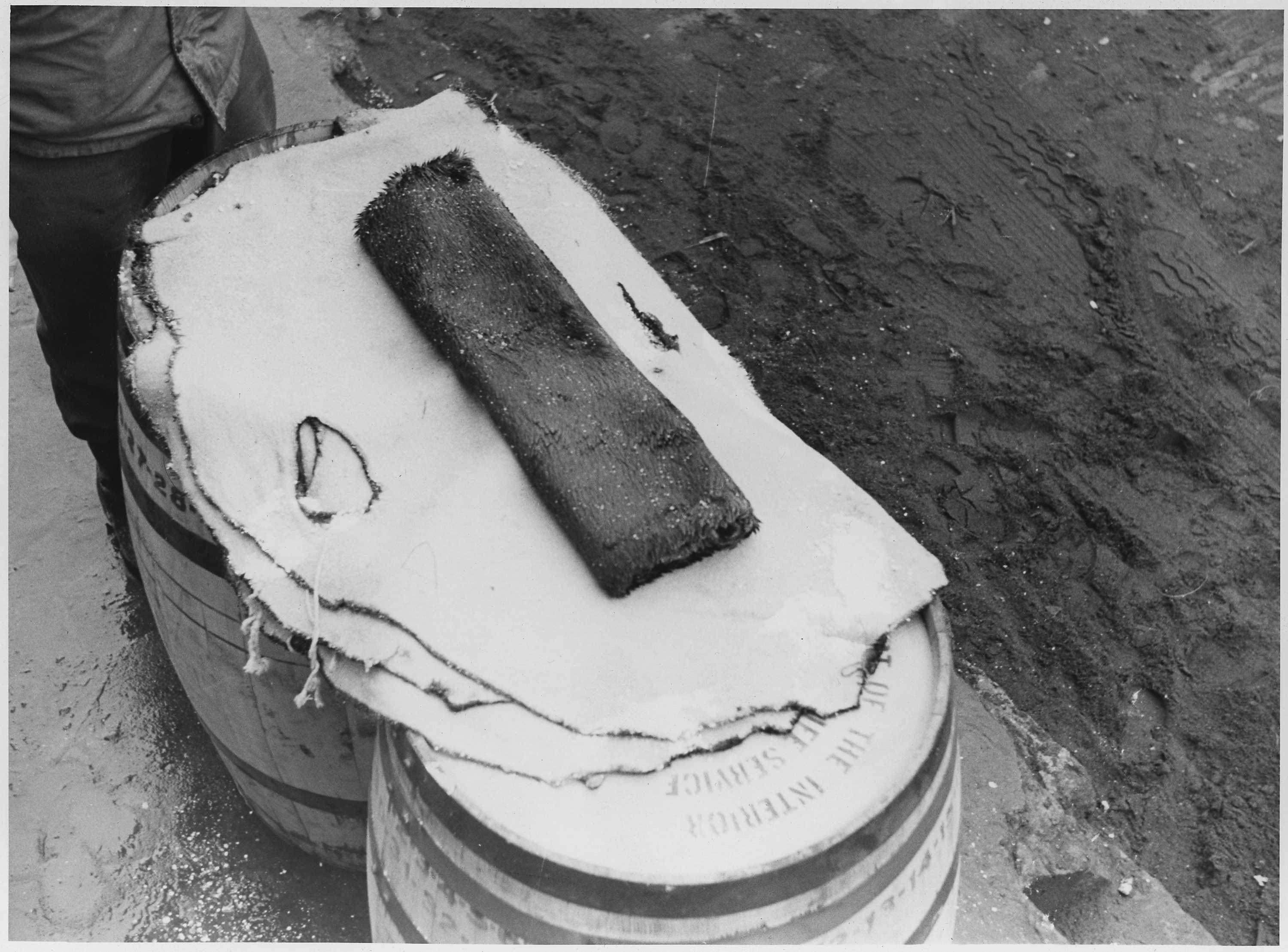
Eingesalzene rohe Sealfelle

Für die neuzeitliche Pelzverarbeitung werden die Sealfelle in der Regel von den Grannen befreit, so dass das weiche Unterhaar zum Vorschein kommt. Trotz dieser Prozedur gehört Sealskin mit etwa 12.000 Haaren pro cm² zu den strapazierfähigsten Fellen. Nach dem Ausrupfen des harten Oberhaars verbleibt die weiche kupferfarbige Unterwolle. Am Anfang wurde das Fell nur entgrannt, eine Pelzveredlungsart die in China schon sehr lange bekannt war. 1796 schaffte dies auch der Engländer Thomas Chapmann, was den Preis für Sealfelle schlagartig in die Höhe trieb. Der Pelz ist als Sealskin oder Furseal im Handel, das relativ schwere Fell spielte jedoch bereits in den letzten Jahrzehnten vor den weitgehenden EU-Importverboten für Robbenfelle in den Jahren 1983 und 2009 in Europa keine Rolle mehr.
Als der erste nach außen gearbeitete Pelz der Moderne gilt ein Sealjacket, es wurde 1842 in London gearbeitet. Sealskin war für lange Zeit der wichtigste Fell-Handelsartikel aus der zoologischen Familie der Robben.
Die Heimat der Pelzrobbe ist der nördliche Teil des Stillen Ozeans. Nach rücksichtsloser Ausbeutung direkt nach der Entdeckung der Bestände (geschätzt 2 bis 4 Millionen) und trotz erster Schutzmaßnahmen war die Anzahl der auf den Pribilof-Inseln lebenden Robben im Jahr 1910 auf etwa 200.000 Tiere zurückgegangen. Die frühesten Schutzmaßnahmen wurden 1835 ergriffen, um die Art vor dem völligen Aussterben zu bewahren. Im Jahr 1867 übernahmen die Vereinigten Staaten den Pelzhandel in Alaska und führten die Sealfelle nach London aus, einschließlich der von den russischen Kommandeurinseln. Ab 1870 wurde die Jagd von Seiten der USA aus nicht mehr einzelnen Unternehmen überlassen, sondern die alleinige Ausbeutung der alaskischen Herde wurde für 20 Jahre der Alaska Commercial Company übertragen. Im Jahr 1890 wurde der Kontrakt mit der inzwischen reorganisierten Kompanie Northern Commercial Company mit noch einmal schärferen Bestimmungen verlängert. Nachdem die Herden allein auf den Pribilof-Inseln eine Zahl von anderthalb Millionen Tieren erreicht hatte, wurde der Fang von jährlich 60.000 bis 70.000 „Junggesellen“ (bachelors) erlaubt, das sind die drei bis vier Jahre alten Tiere.
1830 gelang in Paris erstmals die Schwarzfärbung, 1870 in Deutschland fortentwickelt, war sie immer noch sehr umständlich und mit mehr als 20 Aufstrichen der Deckfarbe sehr aufwändig. Die Entwicklung der Anilinfarben verdrängte das alte Verfahren dann völlig. Gerupfte unbehandelte Pelzrobbenfelle haben sehr gelockte Haarspitzen. Im korrekten Färbungsverfahren wird das Haar so gestrafft, dass diese Locken entfernt werden. Auch der seidige Glanz entsteht erst beim Färben, im natürlichen Zustand wirkt das Fell recht stumpf.
Der größte Teil der Sealfelle kam durch Auktionen auf den Markt, die alljährlich in den USA und Kanada abgehalten wurden. Versteigert wurde für Rechnung der Staaten USA, Japan, Südafrikanische Union (heute Republik Südafrika) und Uruguay. Die von der UdSSR angebotenen, weniger hochwertigen Copper-Seal wurden im Land veredelt und über Leningrad und London gehandelt.
Der Fellanfall der Pelzrobben ist inzwischen weltweit durch Schutzbestimmungen und durch die Robben-Kampagnen extrem zurückgegangen. Bis 1955 wurden von der Nördlichen Pelzrobbe jährlich etwa 65.000 Männchen, danach etwa 48.000 Männchen gepelzt, 1965–1968 dann zusätzlich etwa 25.000 Weibchen. Anschließend nur noch 25.000 Männchen. Nachdem die Firma Fouke 1983 geschlossen und die Auktionen eingestellt waren, wurden außer für den lokalen Verbrauch praktisch keine Felle mehr vermarktet. Neueste Zahlen sind nicht berücksichtigt, das Fell hat seitdem für den europäischen Markt keine Bedeutung mehr. Seit 2010 unterliegen alle Robbenfelle innerhalb der Europäischen Union einem weitgehenden Handelsverbot.

## Firmengeschichte

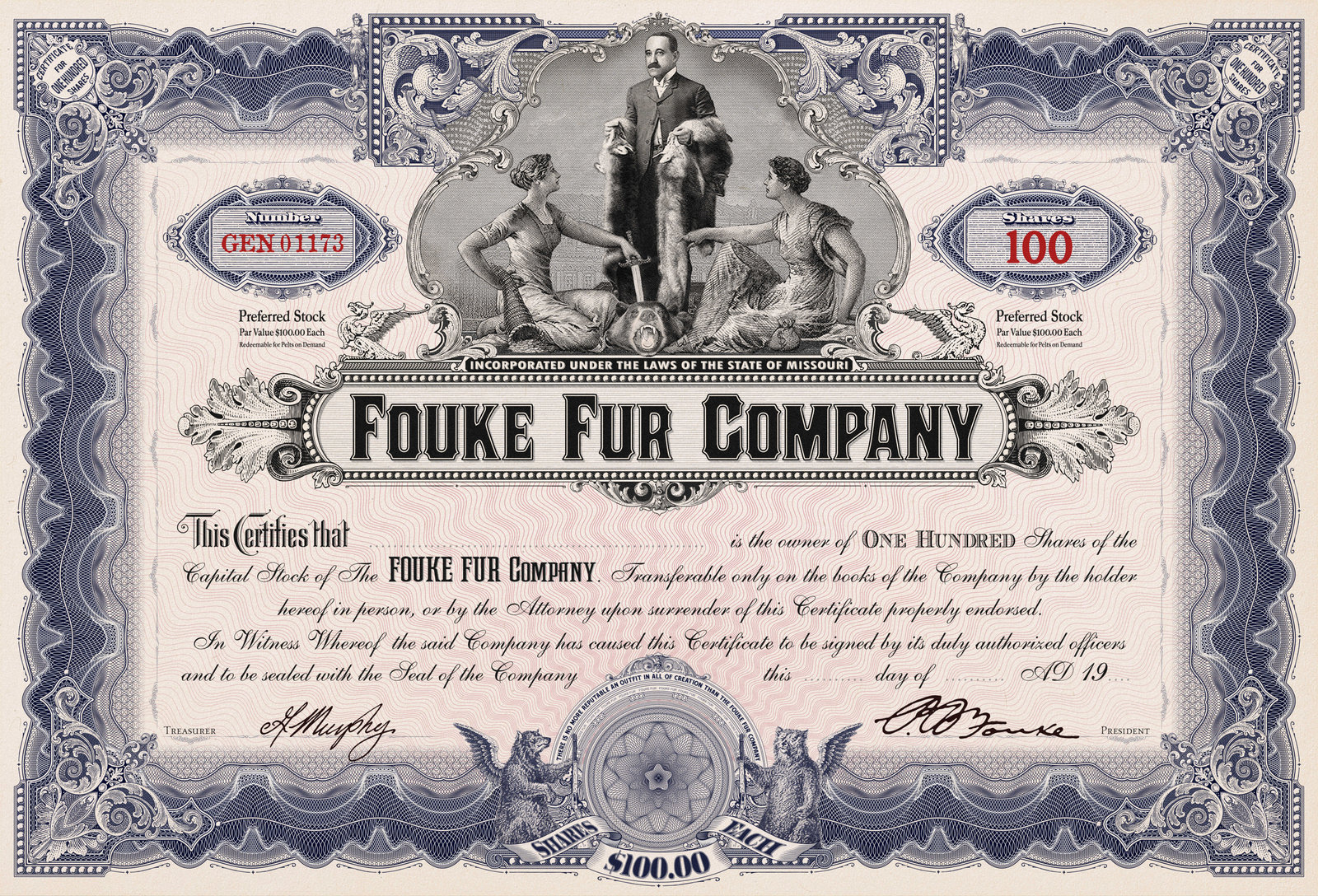
Fouke Fur Company, Aktienzertifikat über 100 Anteile

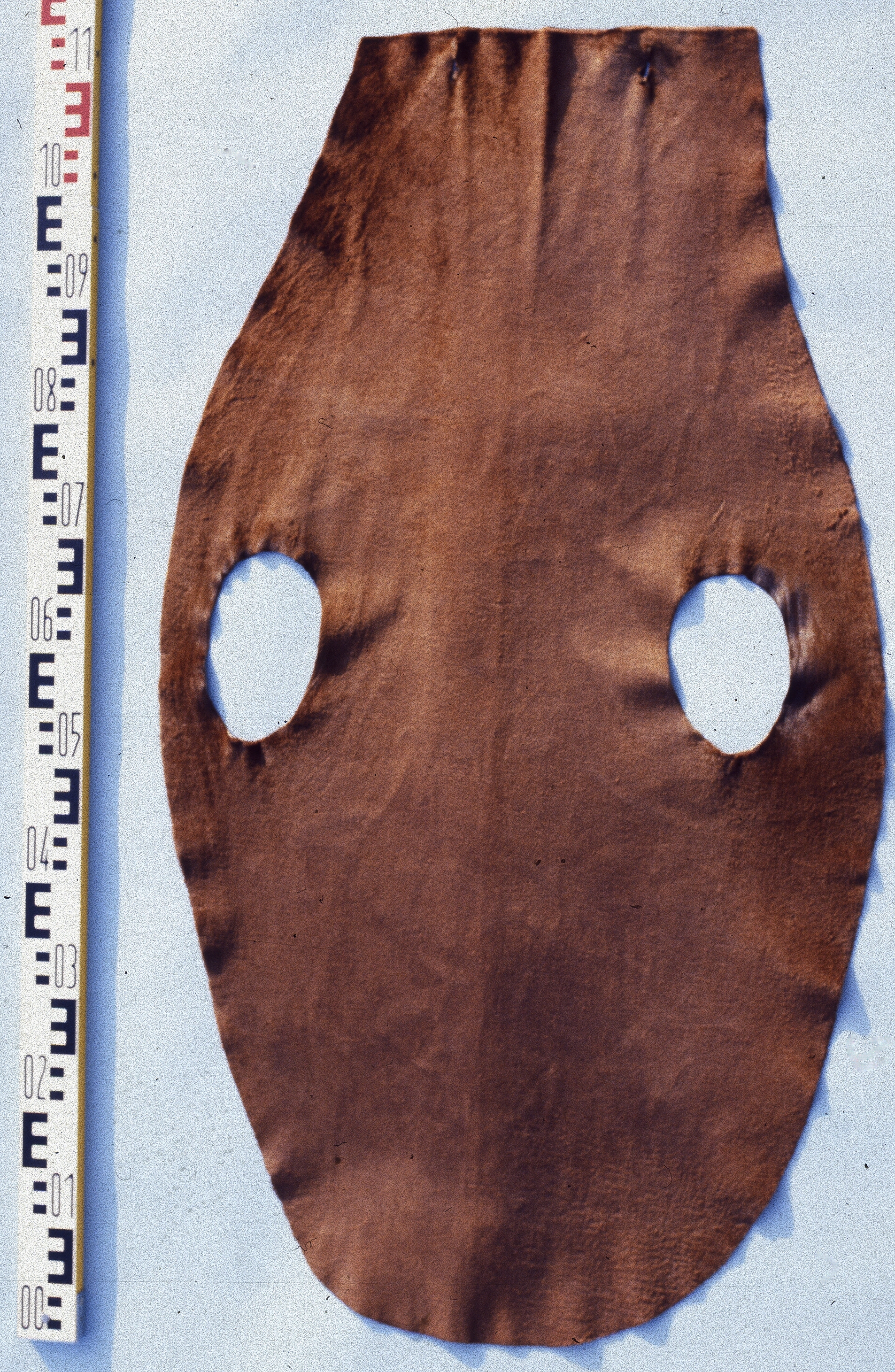
Lakodafell (geschoren, gefärbt)
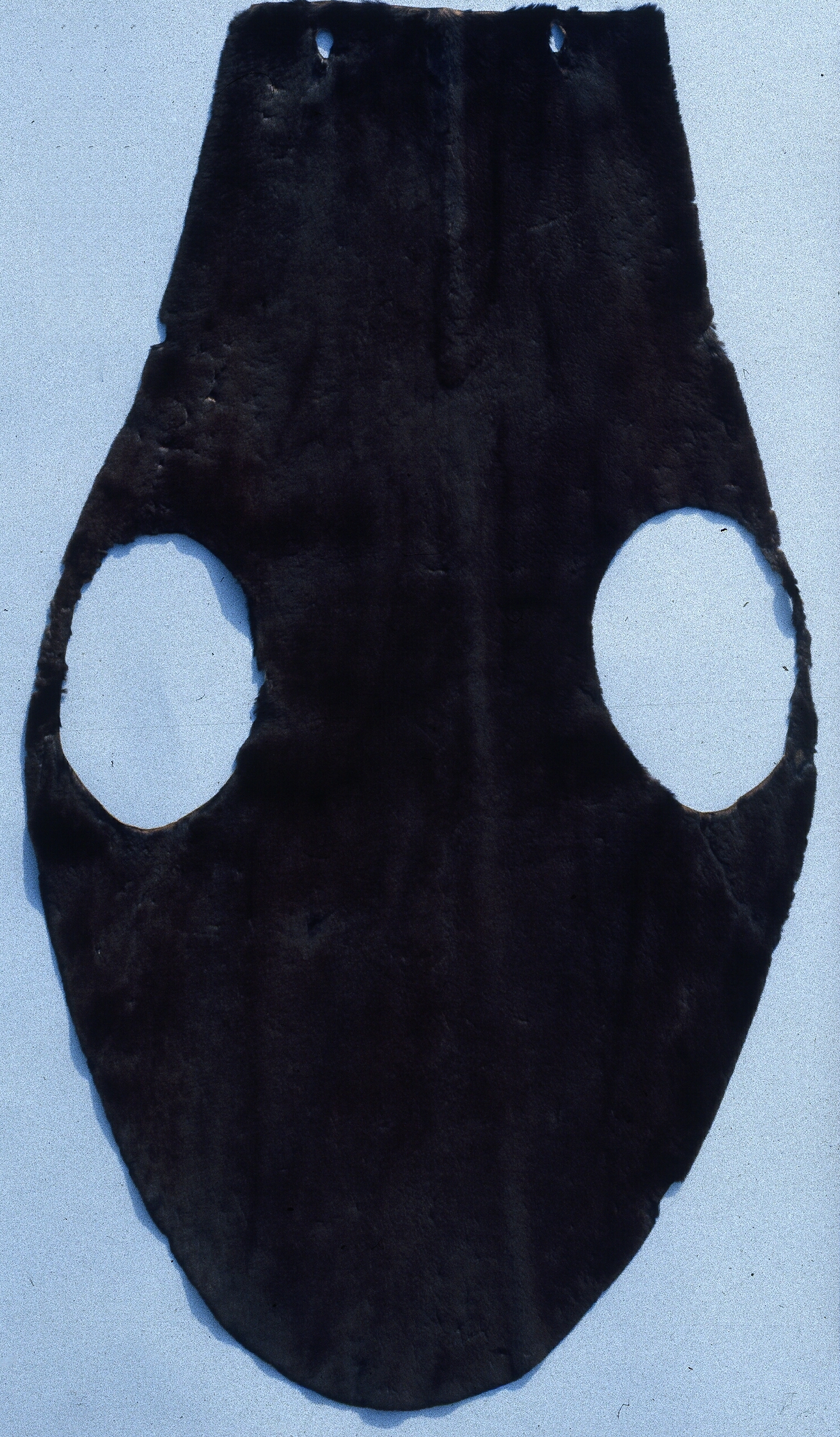
Sealskin (gerupft, schwarz gefärbt)

Bis zum Abschluss der Seal-Convention (1911) wurden Sealfelle hauptsächlich am Hauptumschlagplatz London veredelt. Da die USA nicht nur der größte Exporteur von Sealfellen waren, sondern auch der größte Produzent und Abnehmer an Sealskin-Kleidung, wurden die Felle bis dahin zweimal über den Atlantik verschifft.
Colonel Philip Fouke (* 20. Juli 1872 in New Orleans, Orleans Parish, Louisiana, USA; † 23. März 1951 in Riverside County, California, USA), Inhaber einer Pelzfärberei in St. Louis, USA, war zuvor Präsident der Pelzveredlungsfirma Funsten Bros. & Co, die auch Sealfelle zubereitete. Im Jahr 1913 versuchte er, mit der Unterstützung des Handelsministers William Redfield, die Sealfärberei gänzlich in die Vereinigten Staaten zu verlegen. Er bemühte sich in London den Inhaber der angesehenen englischen Färberei Georg Rice zu bewegen, eine Zweigstelle in Amerika zu errichten. Als ihm das nicht gelang, konnte er nach langen Verhandlungen und der Überwindung vieler Schwierigkeiten zwei Spezialisten der Firma Rice übernehmen. Rice versuchte in den USA vor Gericht erfolglos gegen die Konkurrenz vorzugehen. Er ging davon aus, dass die ehemaligen Mitarbeiter seine streng gehüteten Färberrezepte an den neuen Arbeitgeber verraten hätten.
Im Jahr 1915 kamen durch die Regierung der USA zum ersten Mal im Land zugerichtete und schwarz gefärbte Sealskin durch die Fouke Fur Company zur Auktion, nachdem zuvor die Gibbins & Lohn Dressing & Dying Co. Inc. gegründet worden war. Das geschah zu einem günstigen Zeitpunkt, da durch den Ausbruch des Ersten Weltkriegs der Warentransport nach England unterbrochen war und die Jahresernte von zwei Jahren eingesalzen lagerte. Gleichzeitig entfielen die für den Reimport der veredelten Felle erhobenen 30 Prozent Steuern. 1921 übernahm die Fouke Fur Company die neugegründete Firma.
In einem Kontrakt vereinbarte die Regierung der USA mit der Firma Fouke & Co, St. Louis, bei jeweils dreijähriger Kündigungsfrist, einen bestimmten Betrag für jeden erlegte Furseal an die Regierung zu zahlen, für die Felle von den Pribilof-Inseln außerdem die Hälfte des Erlöses nach Abzug der Kosten. Bis vor dem Zweiten Weltkrieg erhielten außerdem England und Japan 15 % vom Nettoerlös aller auf den Pribilofs gewonnenen Felle. Dafür besaß die Firma das alleinige Fangrecht. Zumindest etwa noch vor 1952 wurde jedes fünfte Fass mit Sealfellen auf den Pribilof mit der Aufschrift „Canada“ versehen, da nach einem Vertrag aus dem Jahr 1942 das Dominion Kanada einen Anspruch auf 20 Prozent der auf den Inseln gewonnenen Felle besaß.
Fouke entwickelte sich zu einem Sealskinspezialisten mit anderswo nicht erreichten Veredlungsqualitäten. Färbte man anfangs bei Fouke nur Schwarz, wurde nach 1920 für die rötlich-braun gefärbten Felle der südafrikanischen Kapseals der Name Transveldt eingeführt, für die ähnlich gefärbten von den Pribilof-Inseln und anderer Herkommen Safari. Hinzu kamen die erfolgreichen Brauntöne Kitovi (alt: Bois de Campêche – dunkel, blauschwarz) und Matara (warmes Dunkelbraun).
1956 wurden erstmals wieder weibliche Tiere zum Fang freigegeben. Überrascht stellte man fest, dass diese Felle beim Rupfen sich völlig anders verhielten als die männlicher Tiere, es gingen dabei große Mengen der Unterwolle verloren. Das Sealhaar hat eine Besonderheit, Granne und Wollhaar kommen aus der gleichen Hautpore, wodurch sich das Entgrannen ohnehin schwieriger gestaltet. Fouke löste das Problem, indem sie diese Felle nicht rupfte, sondern das Haar auf zwei Millimeter Länge schor, sie kamen 1964 als völlig neues Produkt unter dem Namen Lakoda in den Handel (von aleutisch „Lakudaq“, weibliche Pelzrobbe). Die tiefgeschorenen Felle haben eine velourslederartige, kaum mehr pelzähnliche Optik. Das Leder wurde durch neue Gerbmethoden weich und sehr viel leichter. Auch naturelle, also ungerupfte und ungefärbte Felle wurden verarbeitet.
Im Jahr 1962 beschloss man im Unternehmen, die Geschäftstätigkeit von New Orleans nach Greenville, South Carolina zu verlegen. Nach Angabe eines Mitarbeiters des Innenministeriums geschah dies ohne Absprache mit der Regierung, obwohl Fouke etwa die Hälfte seines Umsatzes mit Regierungsaufträgen erzielte. Mit der Begründung dieses Vertrauensbruchs und den nachteiligen Folgen für die Stadt, für die Mitarbeiter und deren Familien sowie früherer Unstimmigkeiten kündigte die Regierung das vierzig Jahre bestandene Abkommen zum 31. Dezember 1962. Der Firmensitz war nun in Greenville, White Horse Road.
In einer behördlichen Nachbetrachtung wurde festgestellt, dass die Lizenz zurecht entzogen worden sei, man hätte schon eine lange unbefriedigende Erfahrung mit Foukes Geschäftsmethoden gehabt. Neben anderen Punkten wurden drei Beispiele herausgehoben: Zum einen zeige es die Art des Umgangs mit seinen Angestellten – nicht nur bei dem Wegzug aus New Orleans – sondern bereits früher in den Auseinandersetzungen mit der Gewerkschaft. Außerdem hätte die Firma eine wesentliche Rolle bei der schlechten Behandlung der Bewohner der Pribilof-Inseln eingenommen. Ihre Haltung gegenüber diesen Bürgern der Vereinigten Staaten wäre im positivsten Fall als „fürsorglich“, im schlimmsten Fall als „unterdrückend“ zu bezeichnen. Beispielsweise sei es den dreißig dort jedes Jahr arbeitenden Collegestudenten durch Fouke verboten gewesen, mit den Aleuten zu fraternisieren oder gesellschaftlich zu vermischen („mix socially“). Allerdings unterlag die Kontrolle einer „gerechten“ Entlohnung der Aleuten dem Innenministerium, das den Lohn pro erlegtem Tier auf einen Dollar festgelegt hatte. Der Lohn wurde jedoch nur in Sachwerten ausgezahlt. Da die Robbenjagd die einzige Einkommensquelle der Aleuten darstellte, war es ihnen damit praktisch unmöglich gemacht, die Inseln zu verlassen.
Frühere Betriebsbegehungen hätten außerdem gezeigt, dass bei Fouke nur wenig Bereitschaft zu einer Gleichbehandlung der schwarzen Mitarbeiter vorhanden gewesen war. Der neue Kontrakt wurde nach einer Ausschreibung, an der sich auch das Londoner Pelzveredlungsunternehmen C. W. Martin & Sons, Ltd. beteiligte, mit der Supara Inc., Chikago abgeschlossen.
Der Präsident und Mitgesellschafter G. Donald Gibbins starb am 28. Dezember 1955. Er besaß ein Drittel der ausstehenden Aktien der Fouke Fur Company und war von 1922 bis zu seinem Tod 1955 Mitglied des Board of Directors.
Im Jahr 1974 erhielt die Firma von der amerikanischen Regierung das sogenannte „E“-Zertifikat, das für „außergewöhnliche Leistungen auf dem Gebiete des Exportes“ vergeben wird. Die Auszeichnung erfolgte, weil das Unternehmen den Exportanteil beim Verkauf der von ihr veredelten Sealfelle laufend vergrößern konnte, bis er schließlich 93 Prozent der Gesamtproduktion erreichte, „einen Rekord, der in Amerika seinesgleichen sucht“. Im selben Jahr erfolgte ein Einfuhrverbot der USA für Cape-Seal-Felle aus Südafrika, gegen das Fouke Einspruch einlegte. Offizielle Begründung war die Methode des Tötens der Tiere. Viele Fachleute waren jedoch der Meinung, dass andere Interessen oder Interessengruppen auf die Entscheidung Einfluss hatten. Das Verbot wurde etwa Ende 1975 wieder aufgehoben.
Im Jahr 1983 stellte die Fouke Fur Company ihren Geschäftsbetrieb ein.

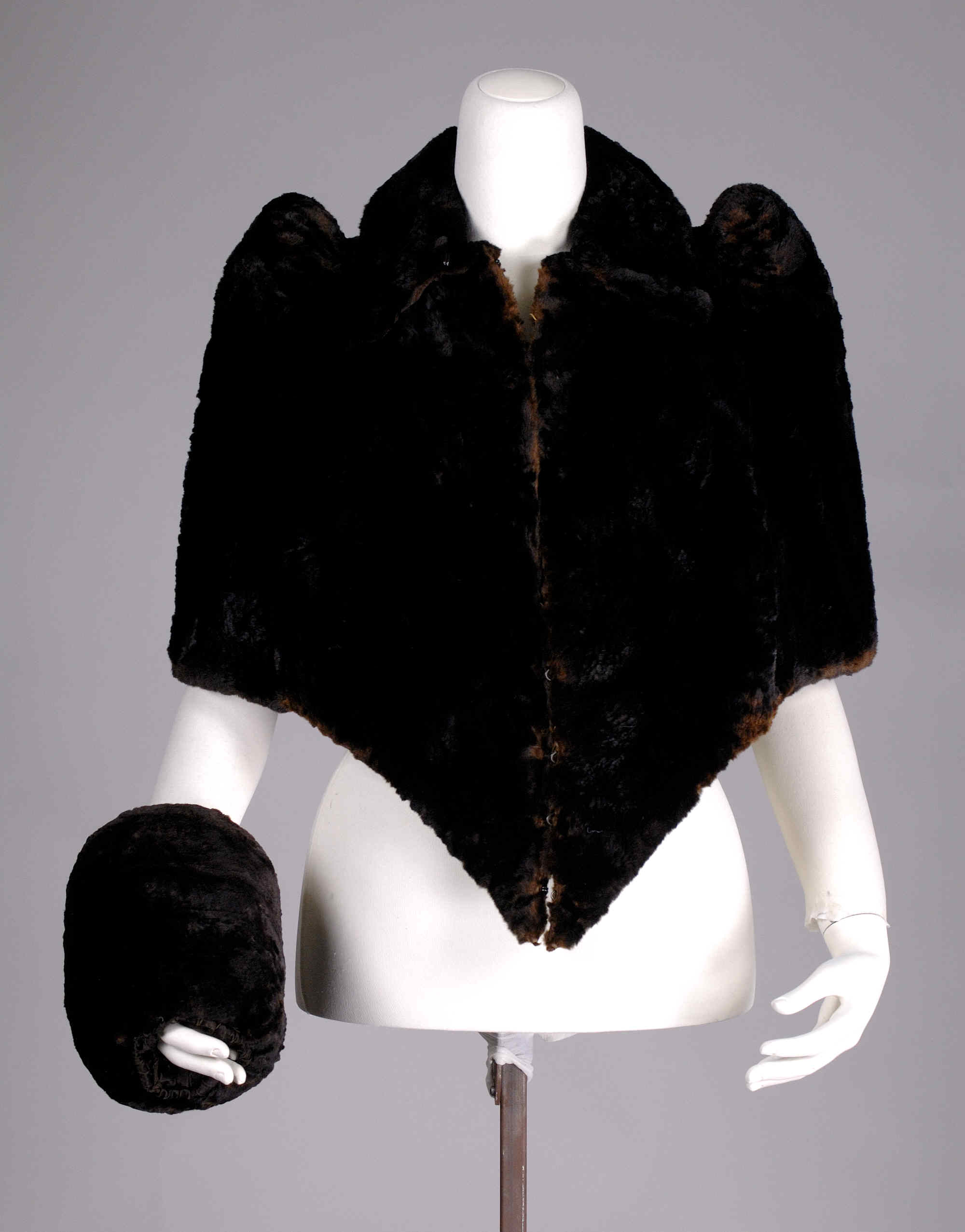
Sealskin-Cape und -Muff (ca. 1890, Metropolitan Museum of Art)
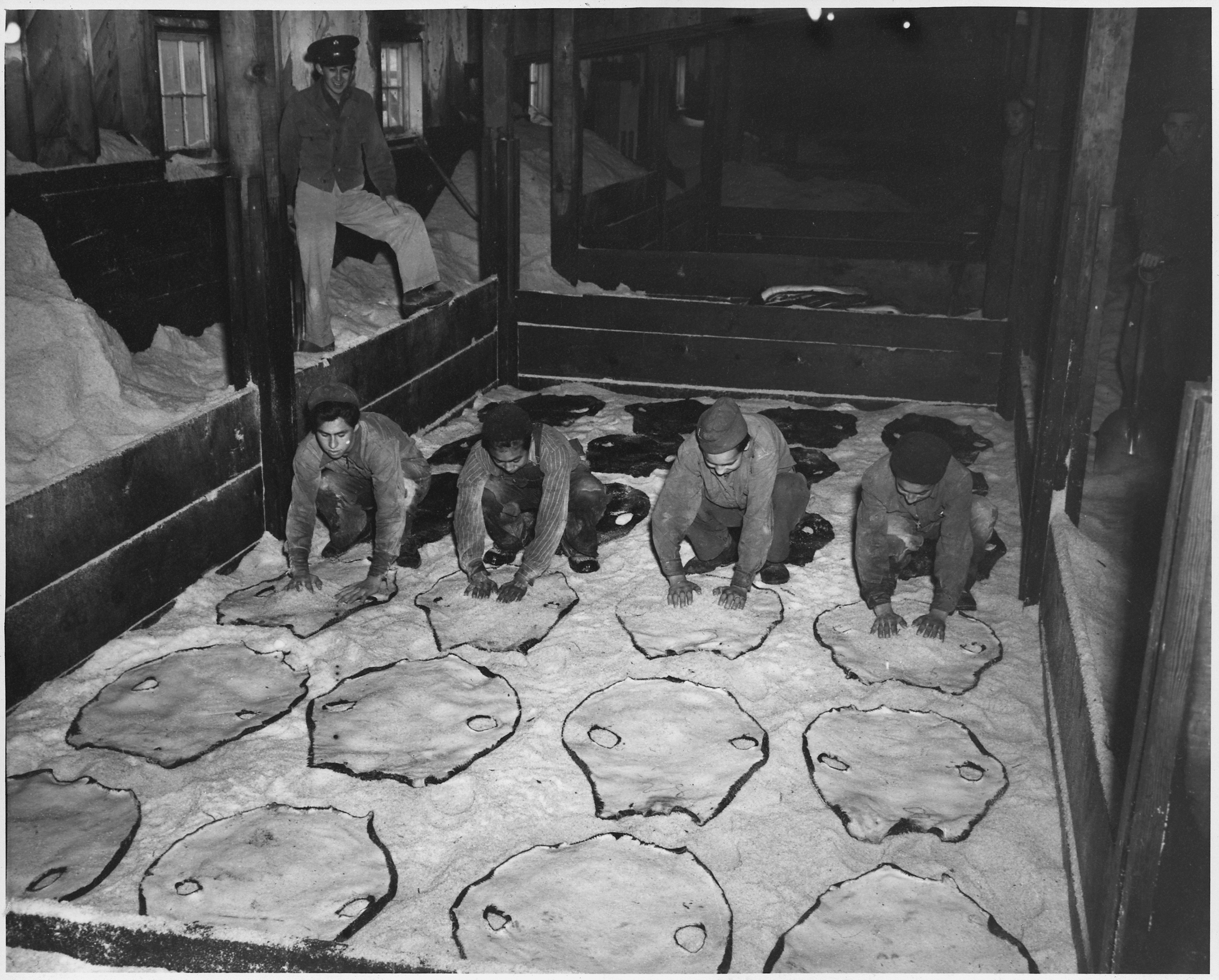
Einsalzen der Rohfelle
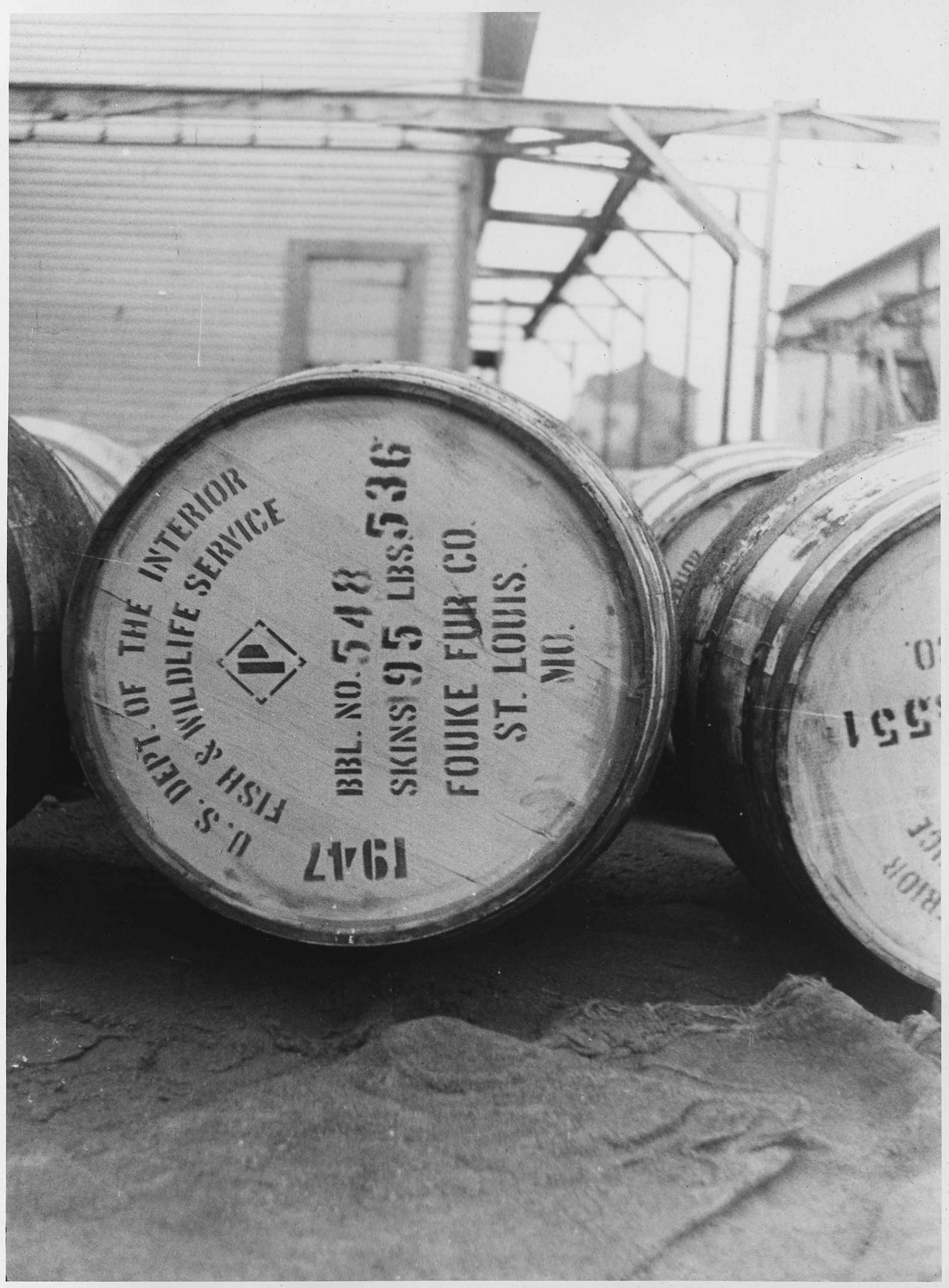
Rohe Sealfelle in Fässern für Fouke Fur Company
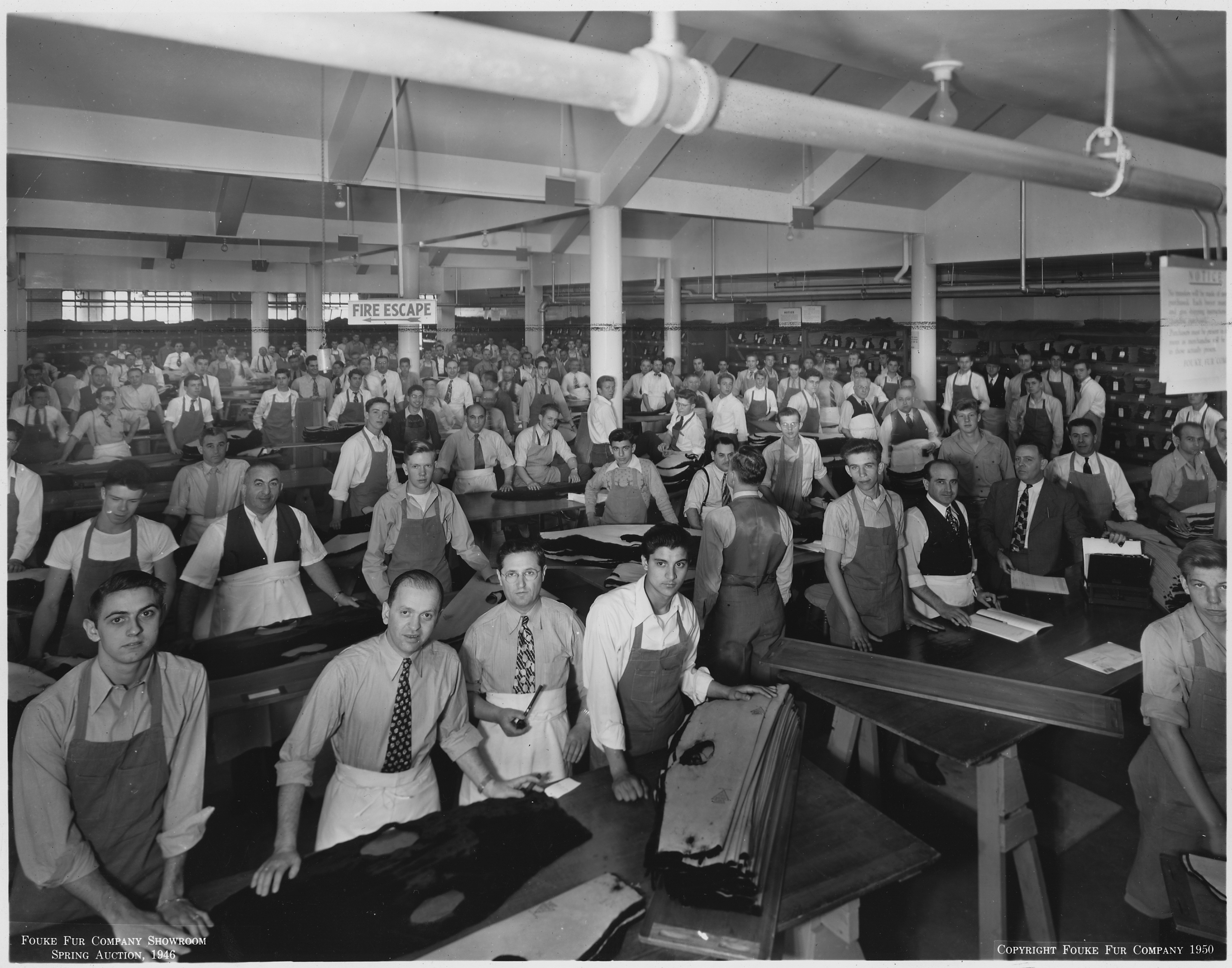
Fouke-Showroom mit Käufern und Auktionshelfern (St. Louis, 1946)
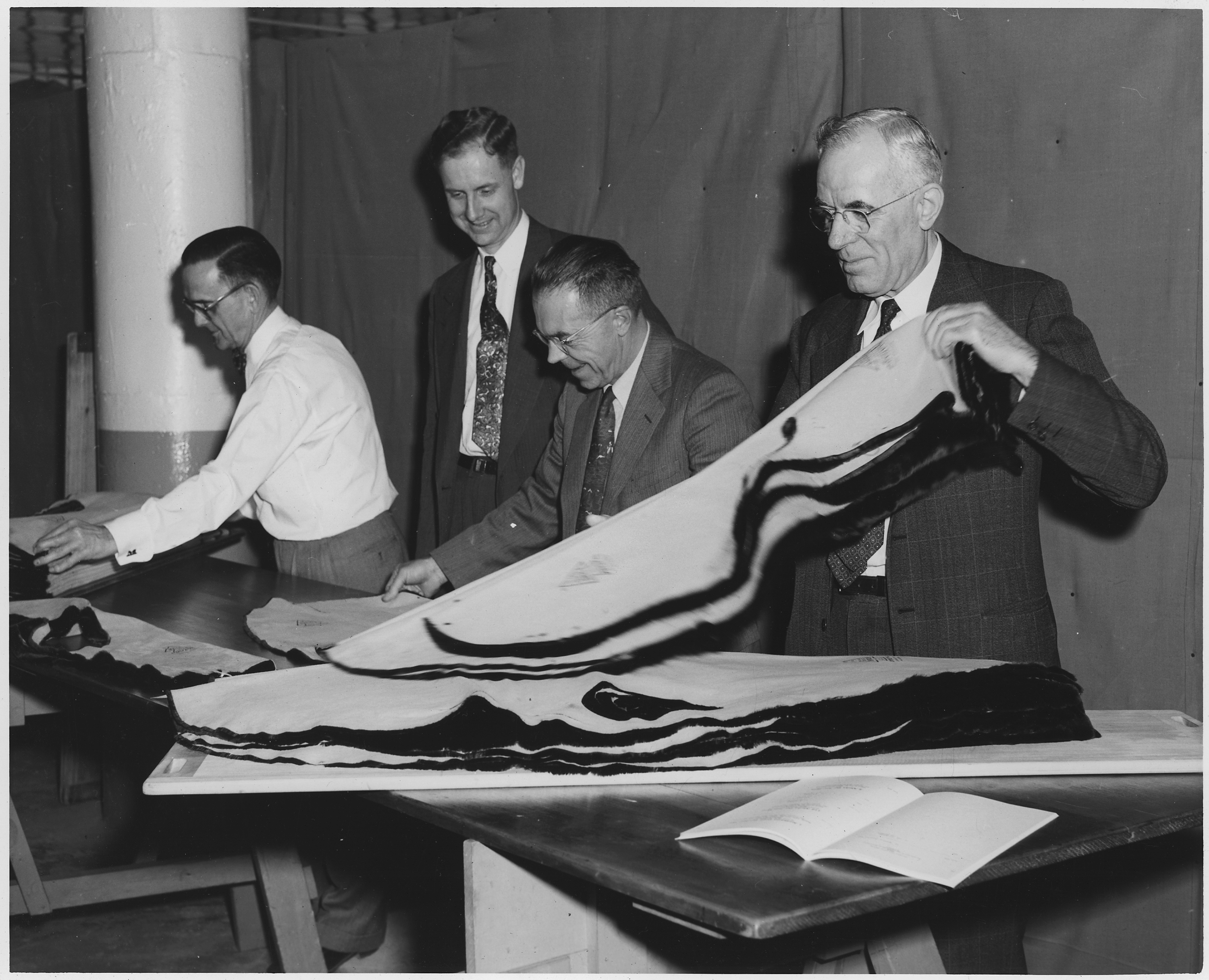
Einkäufer im Showroom der Fouke-Auktion
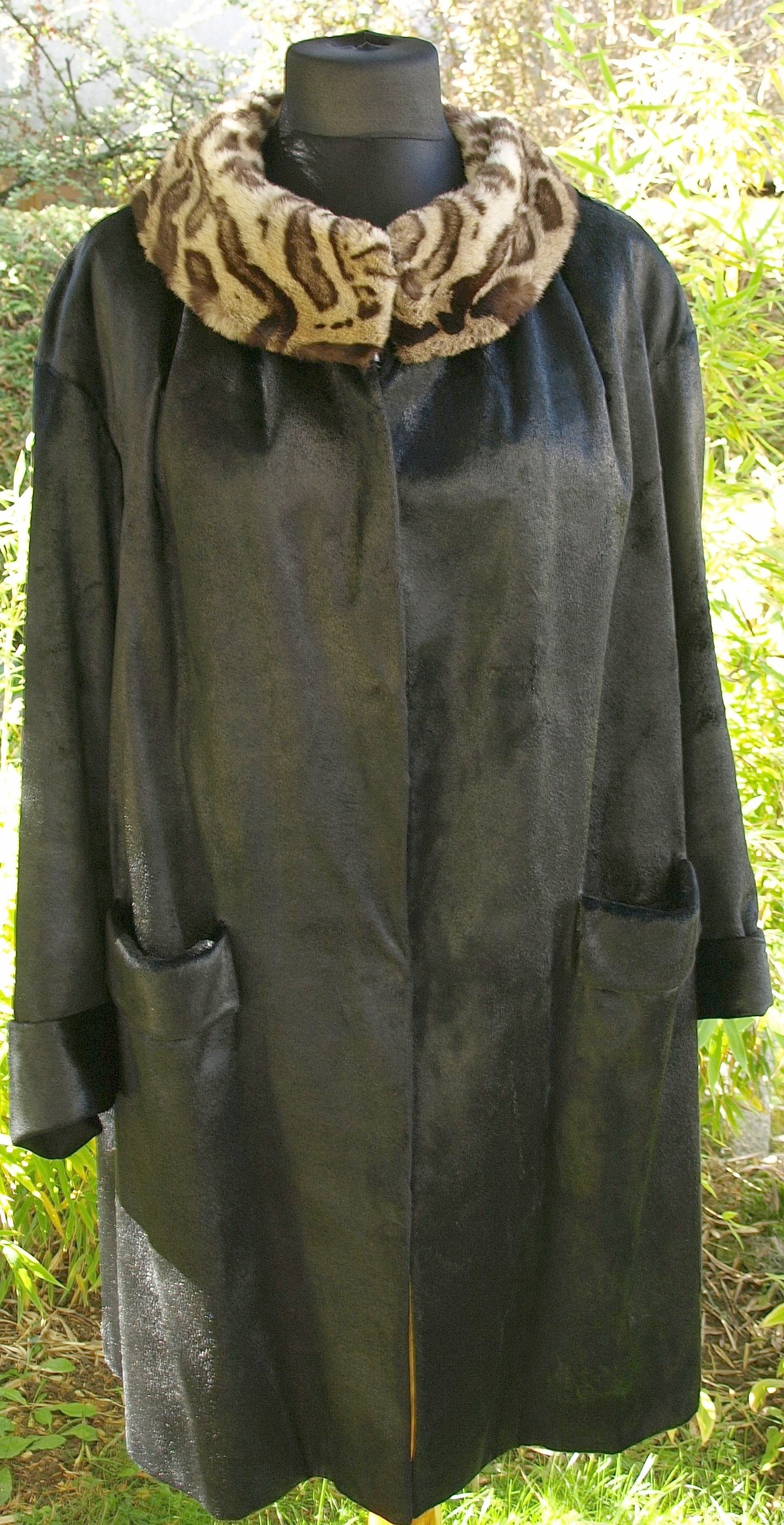
Lakoda-Seal-Mantel, gefärbt (ca. 1970)